# Рисаралда
Рисара̀лда (на испански: Risaralda) е един от тридесет и двата департамента на южноамериканската държава Колумбия. Намира се в западноцентралната част на страната. Департаментът е с население от 961 055 жители (към 30 юни 2020 г.) и обща площ от 3557 км².

## Общини
Департамент Рисаралда е разделен на 14 общини. Някои от тях са:
1. Балбоа
2. Мистрато
3. Перейра
4. Пуебло Рико
5. Санта Роса де Кабал